# Oyedaea acuminata
Oyedaea acuminata là một loài thực vật có hoa trong họ Cúc. Loài này được (Benth.) Benth. & Hook. f. ex Hemsl. mô tả khoa học đầu tiên năm 1881.